# Гуту, Роберто
Роберто Гуту (нем. Roberto Gutu; род. 27 июля 2000) — немецкий тяжелоатлет, бронзовый призёр чемпионата Европы 2025 года.

## Карьера
С 2022 года немецкий спортсмен принимает участие в международных состязаниях по тяжёлой атлетике. Дебютировал на чемпионате Европы 2022 года в Тиране, где не смог показать какой-либо результат.
В 2024 году на чемпионате Европы в Софии в весовой категории до 73 кг занял высокое четвёртое место с результатом 329 кг по сумме двух упражнений. На чемпионате мира в Бахрейне стал седьмым.
На чемпионате Европы в Кишинёве, в апреле 2025 года, завоевал бронзовую медаль в весовой категории до 73 кг с итоговым результатом 335 кг. В упражнении «рывок» стал победителем (155 кг).

## Достижения
Чемпионат Европы
| Результат | Вес      | Год  | Место соревнований | Рывок | Толчок | Общий вес |
| Бронза    | до 73 кг | 2025 | Кишинёв, Молдова   | 155,0 | 180,0  | 335,0     |